# Marteilia refringens
Espèce
Synonymes
- Marteilia maurini Le Roux, Lorenzo, Peyret, Audemard, Figueras, Vivarès, Gouy & Berthe, 2001[2]

Marteilia refringens est une espèce de parasites unicellulaires de la division des Rhizaria affectant le système digestif des huîtres Ostrea edulis (nom de l'huître plate sauvage indigène européenne). D'autres espèces peuvent être infectées comme Ostrea angasi, Ostrea puelchana, Ostrea chilensis, ainsi que les moules Mytilus edulis et Mytilus galloprovincialis. Les premiers stades de développement du parasite se déroulent dans l'épithélium du conduit digestif, et éventuellement des branchies de l'hôte. Il migre ensuite vers l'épithélium des tubules digestifs. Dans certains cas, il n'y a pas de symptômes développés par l'hôte en réaction de la maladie. La réponse de son organisme au parasite pourrait être liée à des facteurs environnementaux. Lorsque les bivalves développent la maladie, leurs viscères perdent leur coloration pour devenir jaune pâle. La mortalité semble associée à la sporulation du parasite. Espèce introduite dont l'origine est inconnue, ce parasite a été observé pour la première fois en France en 1968 (épizootie de l'Huître plate dans le bassin de Marennes-Oléron et en Bretagne, où elle est appelée « maladie des abers » et est responsable, entre 1970 et 1977, de la chute de production ostréicole de 75 %) et s'est depuis répandu dans divers pays d'Europe.